# フランシスコ・ガルシア
フランシスコ・ガルシア（Francisco García）ことフランシスコ・アルベルト・ガルシア・グティエレス（Francisco Alberto García Gutiérrez、1981年12月31日 - ）は、ドミニカ共和国のプロバスケットボール選手。NBAのサクラメント・キングスなどに所属していた。首都地区サントドミンゴ出身。ポジションはシューティングガード、スモールフォワード。身長201cm、体重88kg。愛称はLatin Assassin。

## 経歴

### 学生時代
ガルシアは高校2年生の時に渡米し、大学はルイビル大学に進学。1年目の2002-03シーズンからスリーポイントシューターとして活躍し、平均11.2得点スリーポイントシュート成功率42.5%の成績を残し、カンファレンスUSAの新人王を獲得した。またカンファレンストーナメントではチームハイの平均14.7得点をあげ、オールトーナメントチームにも選ばれた。2003年のシーズンオフにはパンアメリカン競技会にドミニカ代表として出場し、銀メダル獲得に貢献している。大学での2年目には先発に定着、平均16.4得点の成績でチームのリーディングスコアラーとなり、カンファレンスのオールファーストチームに選出された。3年目のNCAAトーナメントではチームをFinal4にまで導き、ジョン・ウッデン賞の候補にも選ばれた。2005年のシーズンオフにはドミニカで開催されたバスケットボールアメリカ選手権に出場し、18.9得点4.1リバウンドの成績を残した。チームは6位に終わった。4年生には進学せず、2005年のNBAドラフトにアーリーエントリーする。

### NBA時代
ドラフトにてサクラメント・キングスから1巡目23位指名を受けてNBA入りを果たす。キングスでの最初の2シーズンは平均出場時間は20分以下とベンチを温める日々が続いたが、3年目の07-08シーズンには主力選手が相次いで故障したことにより、ガルシアにも多くの出場時間が割かれ、シューターとしてチームに大きく貢献するようになった。
2013年2月20日、ヒューストン・ロケッツに移籍した。
2014年12月19日、ロケッツがミネソタ・ティンバーウルブズやフィラデルフィア・セブンティシクサーズなどと三角トレードを行った際にロースター枠を開けるために解雇された。

## ドミニカ共和国代表
ドミニカ共和国代表として2014年FIBAバスケットボール・ワールドカップに出場している。